# Sil·labaris indígenes canadencs
L'escriptura sil·làbica dels indígenes canadencs, malgrat el seu nom, fa referència a una família d'alfabets (concretament abugides) que s'empren per escriure cert nombre d'idiomes indígenes canadencs de les famílies esquimoaleutiana, algonquina i atapasca.
Els sil·labaris actualment s'apliquen a l'escriptura de tots els dialectes de l'idioma cree des de Quebec fins a les Muntanyes Rocoses, incloent el cree oriental, el cree de Badia James, el cree dels pantans i el cree de les prades. També s'utilitza com a escriptura d'altres llengües algonquines com els principals dialectes del ojibwa, en l'oest del Canadà, i el peus negres. Així mateix és representació escrita del Inuktitut de l'àrtic oriental canadenc. Pel que fa a les llengües atabascanas, s'empra per escriure el dakelh (o llengua carrier), el txipeva, el slavei, el dogrib (o tli cho), el Beaver. Aquestes nacions indígenes es troben per tota Canadà, en la Colúmbia Britànica, Alberta, Saskatchewan, Manitoba, els Territoris del Nord-oest, Ontario, Quebec i Nunavut. De vegades aquests sil·labaris són utilitzats als Estats Units per comunitats indígenes que viuen a la frontera, encara que aquest és principalment un fenomen canadenc.
Tot el conjunt dels caràcters que s'utilitzen en els diferents sil·labaris d'aquest sistema està codificat en un únic bloc de l'estàndard universal Unicode (de l'O+1400 a O+167F) al que es fa referència com Unified Canadian Aboriginal Syllabics (Sil·labari Aborigen Canadenc Unificat). En aquesta pàgina s'utilitzen tipus unicode que solament podran llegir-se amb una font adequada que inclogui els caràcters del referit bloc, tal com la Uni1400Syllabics.ttf del Consorci Unicode.

## Història
Són pocs els que sostenen que aquest sistema d'escriptura és una invenció indígena. La llegenda creu, especialment, manté que es tractaria d'un regal diví lliurat a dos ancians creu diferents en llocs oposats del Canadà. No obstant això, la manca de material escrit en el sil·labari amb anterioritat a 1840, unida a la història ben documentada de com l'obra missionera va dur a terme en part l'expansió de l'escriptura sil·làbica, així com la seva presumpta semblança amb el sistema de taquigrafia de Pitman, resten plausibilitat a aquesta conclusió.